# Baddeckenstedt
Baddeckenstedt [baˈdɛkənˌʃtɛt] ist die zentrale Gemeinde und der Verwaltungssitz der Samtgemeinde Baddeckenstedt im Landkreis Wolfenbüttel, Niedersachsen, Deutschland.

## Geographie

### Geographische Lage
Baddeckenstedt liegt zwischen den Höhenzügen Vorholz im Nordwesten, Lichtenberge (Nordwestteil des Salzgitter-Höhenzugs) im Ost-Nordosten und Hainberg im Süd-Südwesten im Tal der Innerste. Beginnend im Westen grenzen im Uhrzeigersinn an Baddeckenstedt die Gemeinden Holle (Landkreis Hildesheim) und Burgdorf, die kreisfreie Stadt Salzgitter sowie die Gemeinden Elbe, Heere und Sehlde.
Die Fläche des Gemeindegebietes beträgt 20,47 km².

### Gemeindegliederung
Die Gemeinde Baddeckenstedt umfasst die Ortsteile Baddeckenstedt, Binder, Oelber am weißen Wege, Rhene und Wartjenstedt.

## Geschichte
Das Grundwort des Ortsnamens -stedt bedeutet im germanischen Sprachraum Stätte und war in der Region lange für die Benennung von Ortschaften in Gebrauch. Das Bestimmungswort des Ortsnamens wird auf den Personennamen Baduko zurückgeführt, der sich aus dem altenglischen beado oder beadu ableitet und der so viel wie Kampf bedeutet.
Urkundlich erstmals erwähnt wird der Ort als Batikansteten am 4. Juli 1109. Weitere Nennungen des Ortes sind von 1174 bis 1195 als Badekenstete und von 1353 als Baddekenstede, vor 1222 wird auch ein Henricus de Batechenstede erwähnt.
Im Jahre 1275 verkaufen die Wohldenberger Grafen, die ursprünglich im Besitz aller Rechte in Baddeckenstedt waren, die Burg Wohldenberg und mit ihr Besitztümer in Baddeckenstedt dem Hildesheimer Bischof Otto.
Im Jahre 1523 nach Ende der Hildesheimer Stiftsfehde gliederte der Braunschweiger Herzog Heinrich der Jüngere das Hildesheimer Große Stift und damit auch das Amt Wohldenberg mit Baddeckenstedt seinem Machtbereich ein. Die Reformation wurde vorübergehend 1542 bis 1547 und endgültig 1568 nach Amtsantritt von Herzog Julius eingeführt. 1643 gab der Braunschweiger Herzog das Große Stift dem Hildesheimer Bischof zurück, allerdings ohne das Schloss Oelber und den Ort Oelber am weißen Wege, die beim Herzogtum Braunschweig blieben.
Im Jahre 1802 annektierte Preußen im Zuge der Säkularisation das Hochstift Hildesheim, musste aber nach seiner Niederlage 1806 gegen Frankreich das Gebiet dem neu gegründeten Königreich Westphalen abgeben. Dieses brach aber schon 1813 zusammen und das Gebiet kam zum Kurfürstentum, ab 1814 Königreich, Hannover. Als Folge des Preußisch-Österreichischen Krieges wurde Hannover 1866 von Preußen annektiert.
Im Jahre 1941 wurden Baddeckenstedt, Wartjenstedt, Binder und Rhene aus dem preußischen Kreis Marienburg in den braunschweigischen Landkreis Wolfenbüttel umgegliedert.
Im Jahre 1974 wurde Baddeckenstedt Verwaltungssitz der neu geschaffenen Samtgemeinde Baddeckenstedt.
Am 1. März 1974 wurden die Gemeinden Binder, Oelber am weißen Wege, Rhene und Wartjenstedt eingegliedert.

## Religion
Die Gemeinde der Paulskirche gehört zur Propstei Goslar der Evangelisch-lutherischen Landeskirche in Braunschweig.

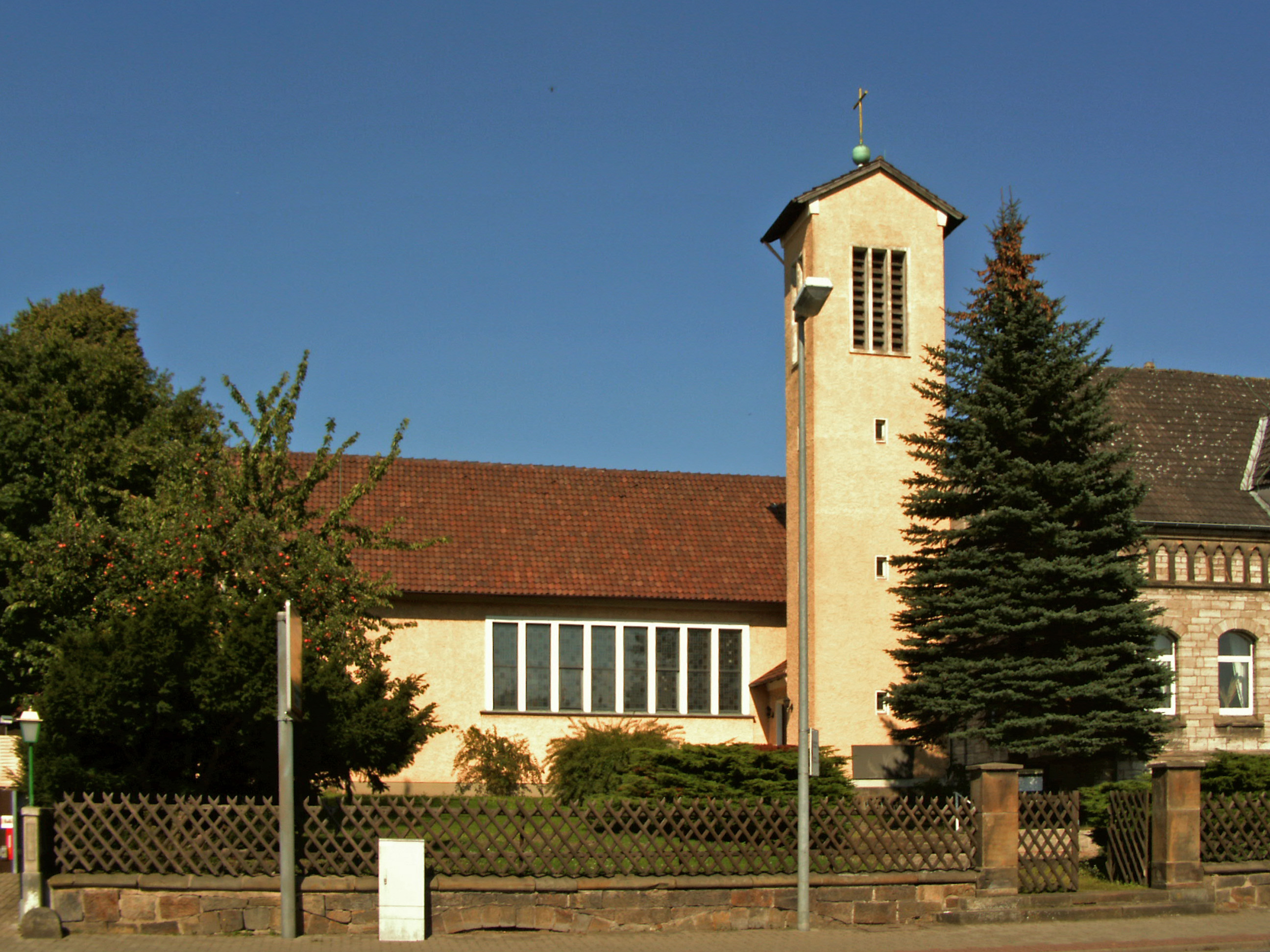
St.-Albertus-Magnus-Kirche

Im 19. Jahrhundert wurde in Baddeckenstedt ein katholisches Missionshaus errichtet, das jedoch im August 1943 von den nationalsozialistischen Machthabern beschlagnahmt wurde. Als 1944 infolge des Vorrückens alliierten Militärs katholische Flüchtlinge und Evakuierte aus dem Westteil des Deutschen Reiches in den Freistaat Braunschweig strömten, zu dem Baddeckenstedt seit 1941 gehörte, erfolgte am 6. Dezember 1944 die Gründung der Pfarrvikarie Ringelheim-Land, der auch Baddeckenstedt zugeordnet wurde. 1956/57 wurde neben dem Missionshaus die katholische Kirche St. Albertus Magnus errichtet, konzipiert von Josef Fehlig. Heute gehört die Kirche zur Pfarrgemeinde St. Hubertus auf dem Wohldenberg.

## Politik

### Gemeinderat
Der Rat der Gemeinde Baddeckenstedt setzt sich aus 15 Mitgliedern zusammen.
Bei der Kommunalwahl 2021 ergab sich folgende Sitzverteilung:
| Sitzverteilung im RatInsgesamt 15 Sitze - Linke: 1 - SPD: 6 - Grüne: 1 - FDP: 1 - CDU: 6 |

### Bürgermeister
Bürgermeister der Gemeinde Baddeckenstedt ist Marc Werner (SPD). Er wurde im November 2021 vom Gemeinderat für eine zweite Amtszeit gewählt.

### Wappen
Wappenbeschreibung: Zweimal schräg links geteilt von Blau, darin in einer Reihe fünf goldene (gelbe) Rauten, Gold (Gelb), darin das Schloss Oelber am weißen Wege, und Rot, darin eine goldene (gelbe) Weizenähre.

### Partnerschaft
Seit dem 10. Mai 1991 existierte im Rahmen eines Kooperationsvertrages eine Partnerschaft mit der Gemeinde Klöden (Landkreis Wittenberg) in Sachsen-Anhalt, die jedoch zum 1. Januar 2011 in die Stadt Jessen (Elster) eingemeindet wurde.

## Kultur und Sehenswürdigkeiten

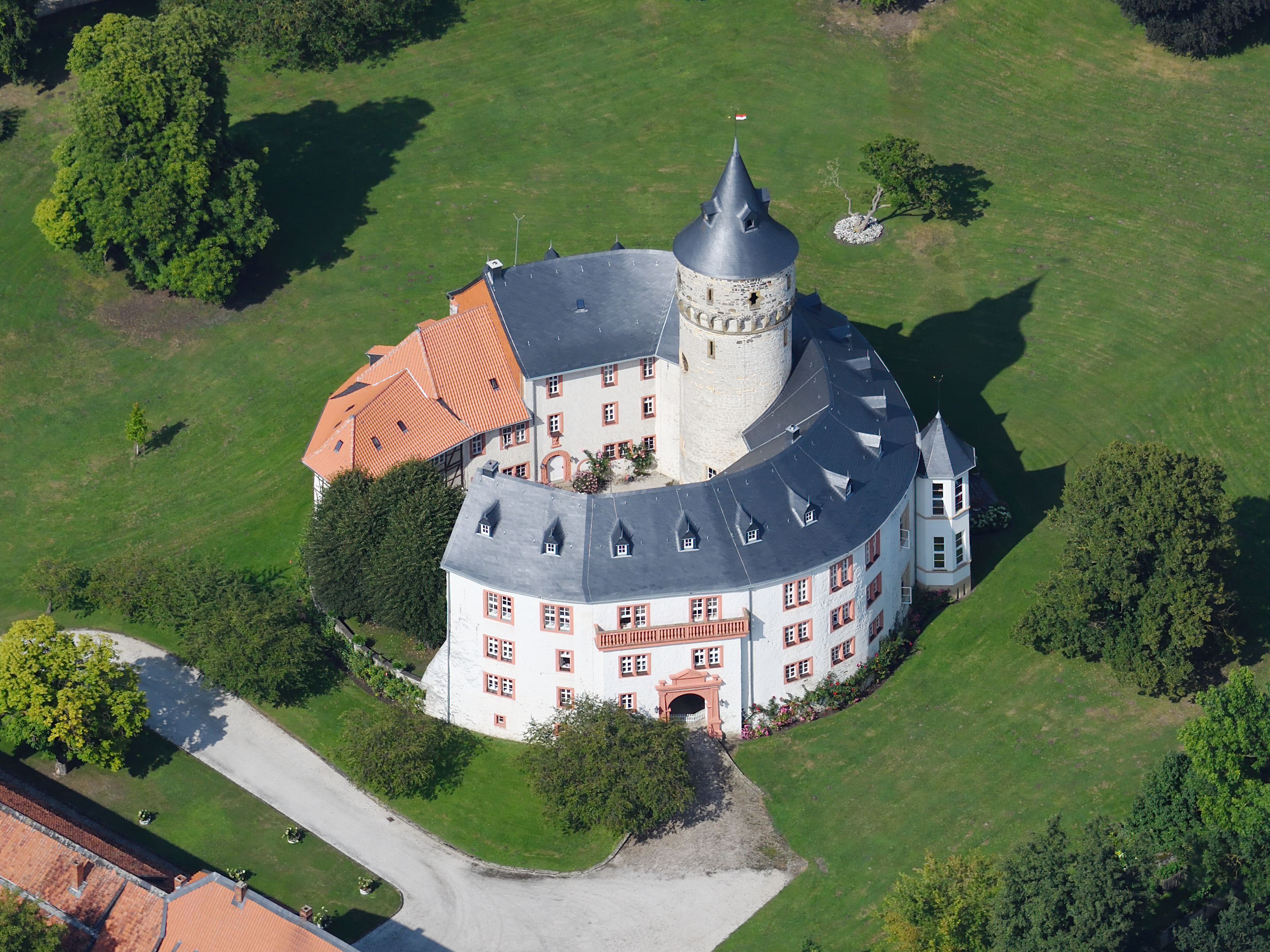
Schloss Oelber

- Schloss Oelber in Oelber am weißen Wege, 1588 auf den Grundmauern einer Wasserburg des 12. Jahrhunderts errichtet, ist das älteste und bekannteste Bauwerk der Gemeinde.[11]

siehe auch: Liste der Baudenkmale in Baddeckenstedt

## Wirtschaft und Infrastruktur
Der Haltepunkt Baddeckenstedt liegt an der Bahnstrecke Hildesheim–Goslar und verfügt über eine Park-and-Ride-Anlage. Hier halten Regionalzüge sowohl in Richtung Hannover als auch in Richtung Goslar und Bad Harzburg.
Die nächsten Fernverkehrsstraßen sind die Autobahnen A 7  und A 39 sowie die Bundesstraße 6.